# Munroa squarrosa
Munroa squarrosa är en gräsart som först beskrevs av Thomas Nuttall, och fick sitt nu gällande namn av John Torrey. Munroa squarrosa ingår i släktet Munroa och familjen gräs. Inga underarter finns listade i Catalogue of Life.

## Bildgalleri

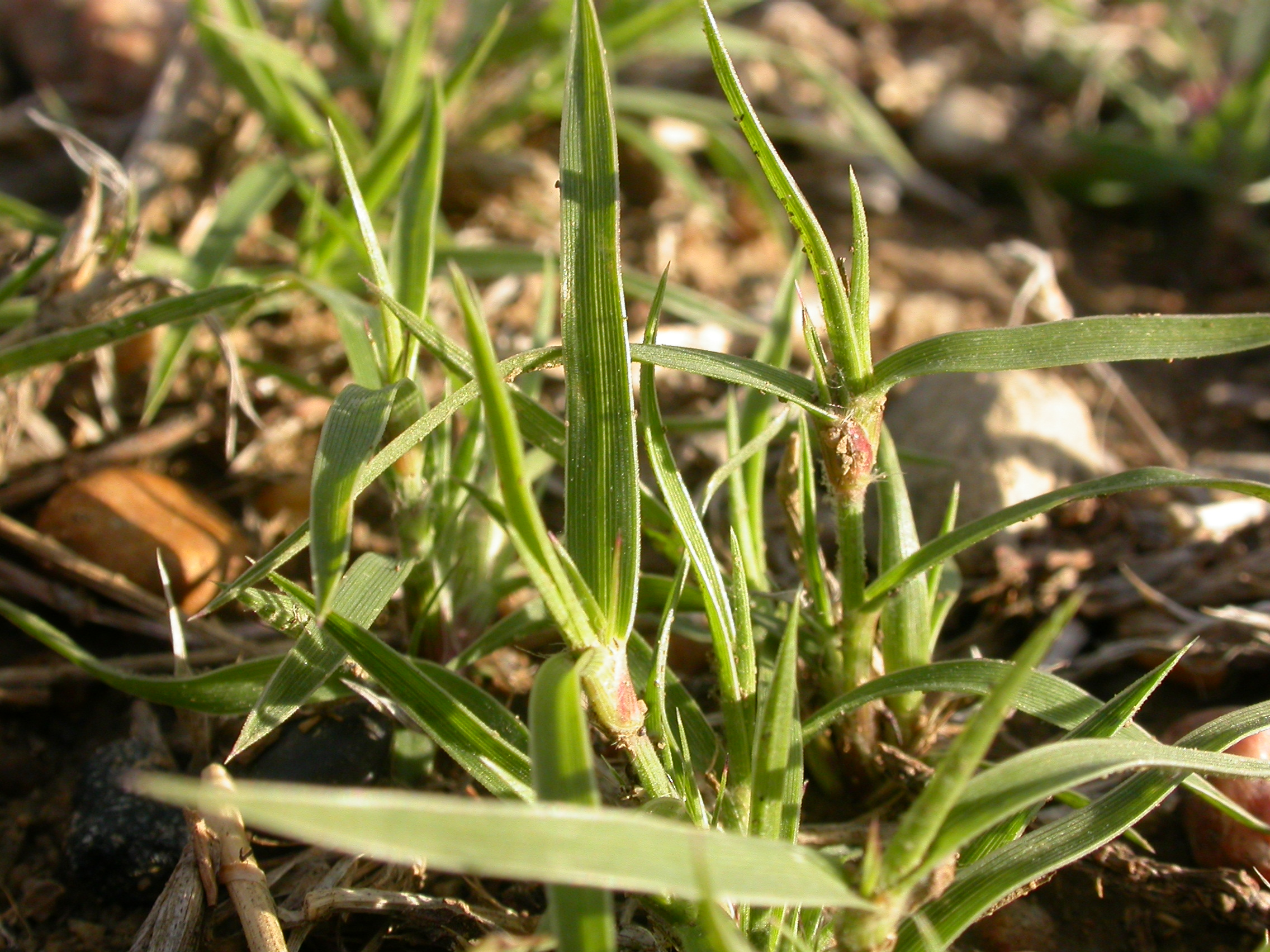
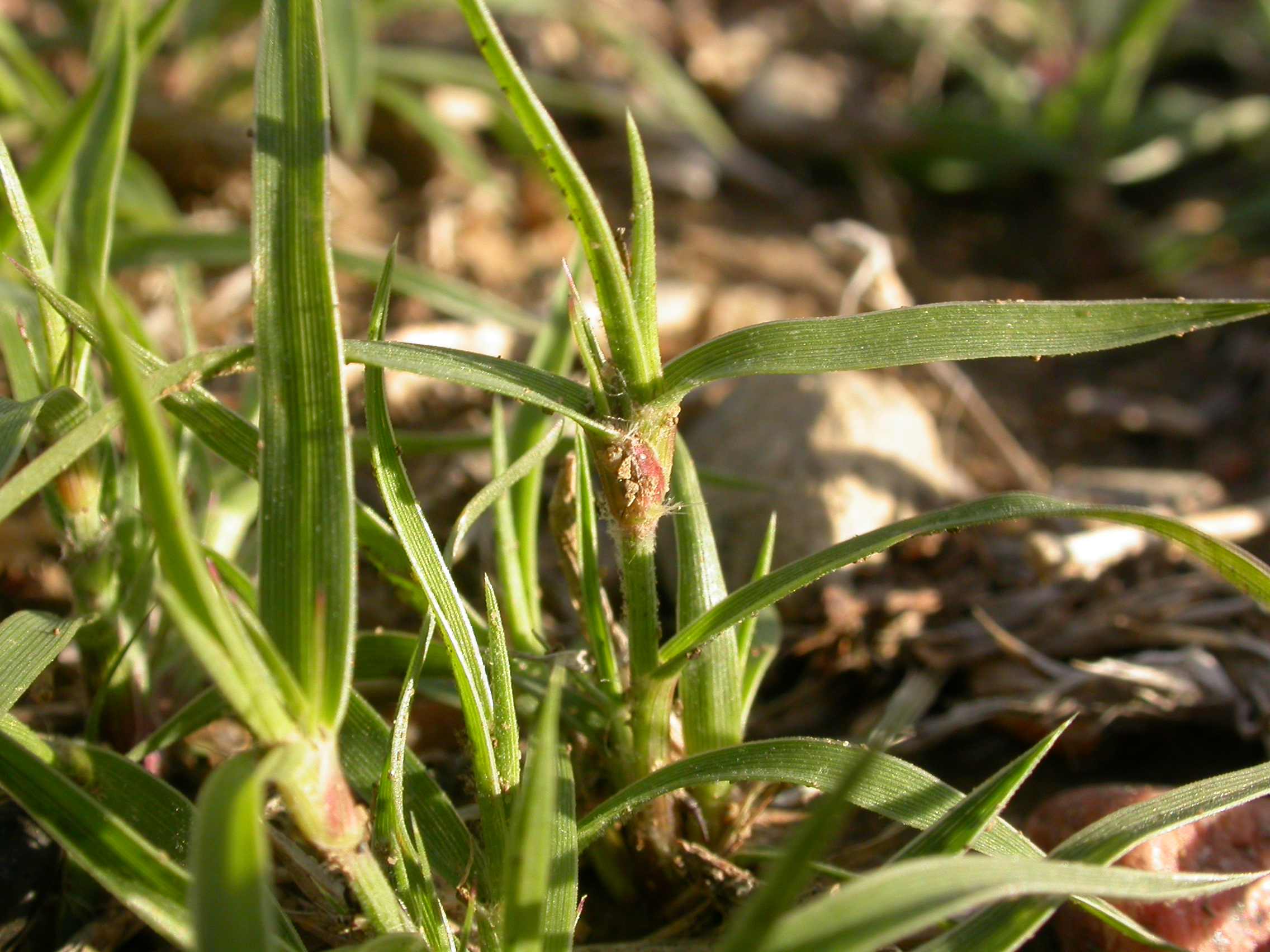
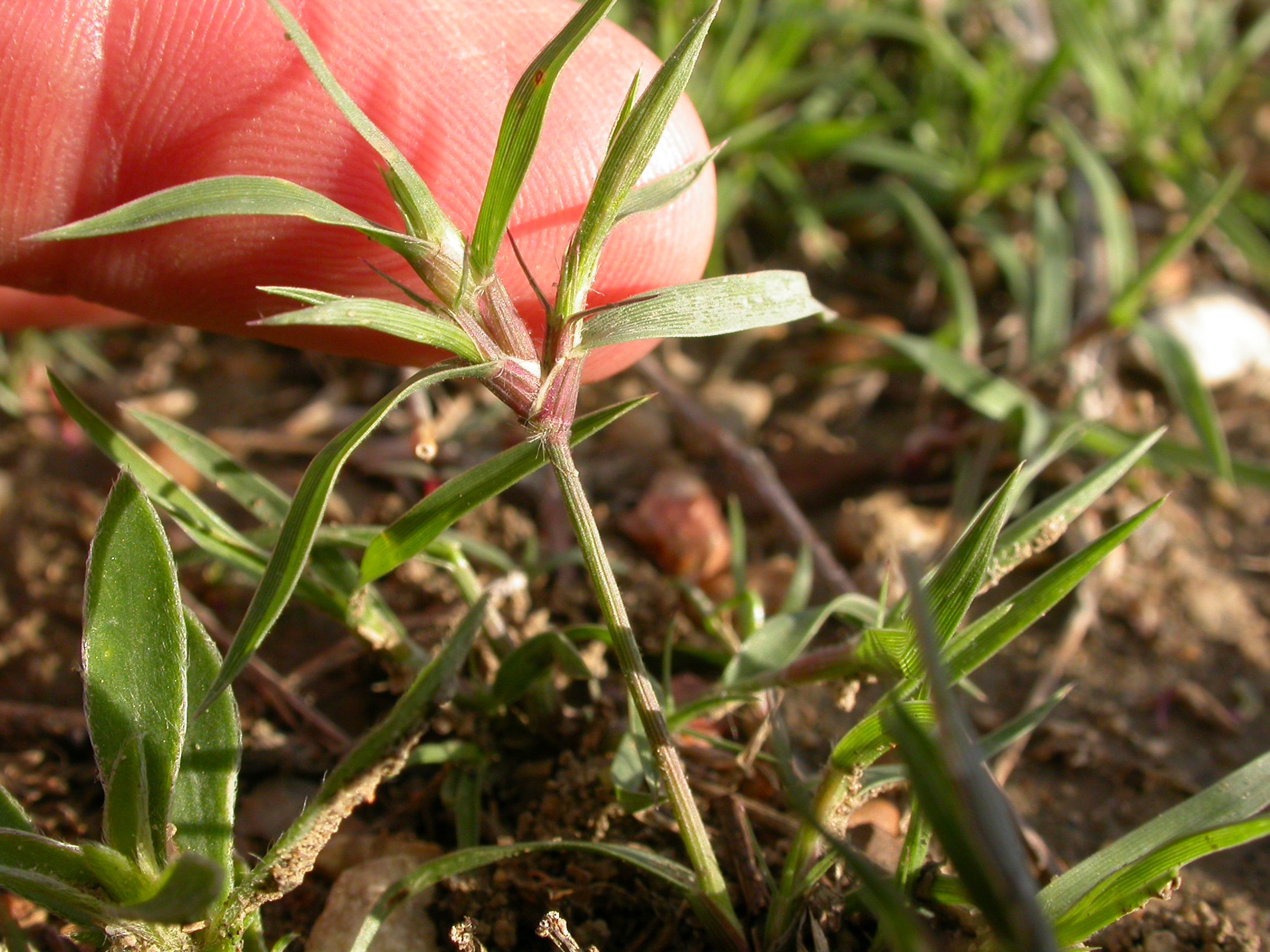
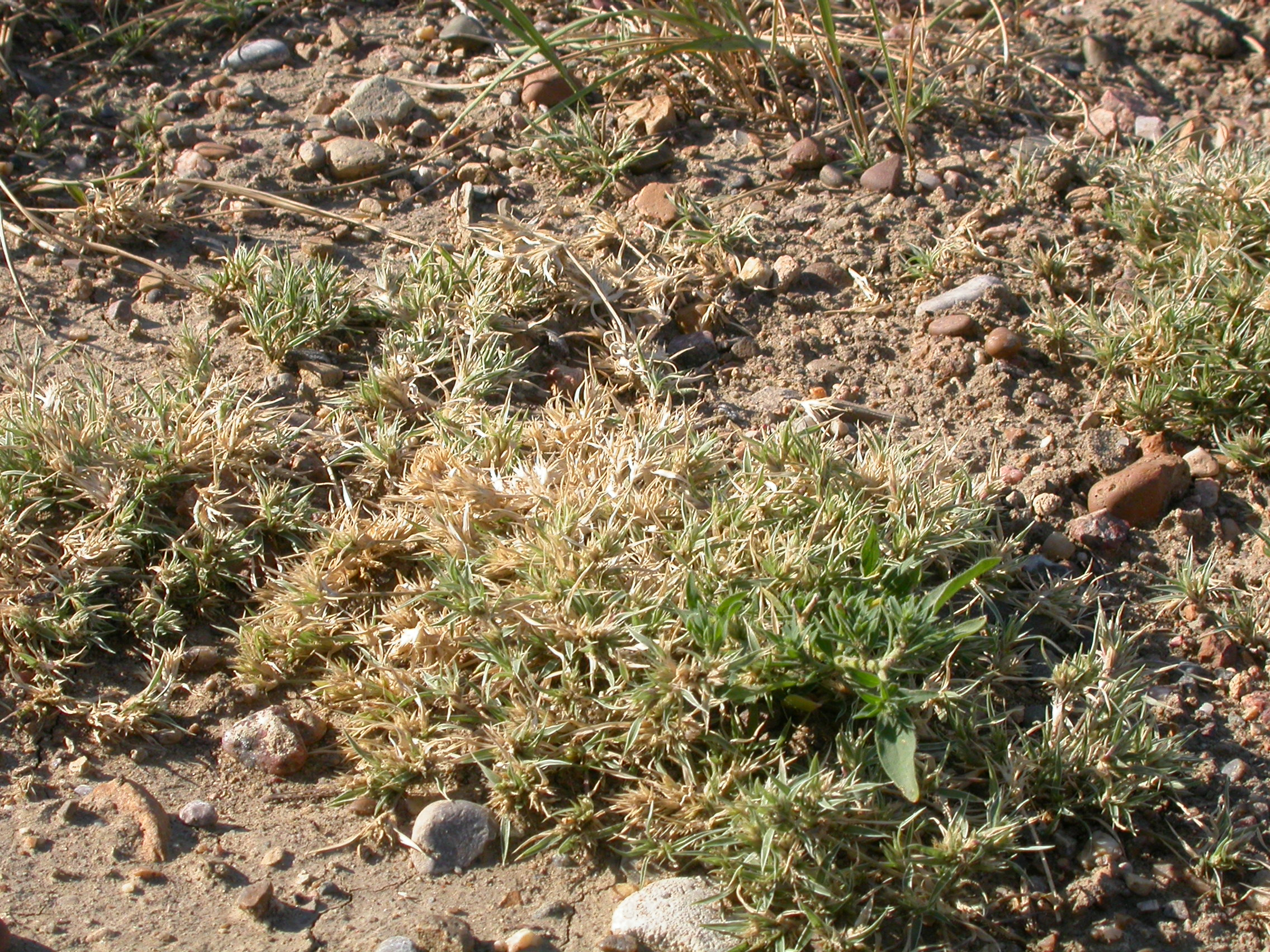